# Phyllanthus petraeus
Phyllanthus petraeus là một loài thực vật có hoa trong họ Diệp hạ châu. Loài này được A.Chev. & Beille ex Beille miêu tả khoa học đầu tiên năm 1908.